# 선일여자고등학교
선일여자고등학교(善一女子高等學校)는 대한민국 서울특별시 은평구 갈현동에 있는 사립 고등학교이다.

## 학교 연혁
- 1965년 2월 20일 : 학교법인 선일학원 설립허가(설립자 이선룡)
- 1971년 12월 27일 : 선일여자고등학교 설립 인가
- 1971년 12월 31일 : 교사 4,296m2 완공
- 1972년 3월 4일 : 고등학교 개교, 초대 이선룡 교장 취임
- 1975년 12월 1일 : 실내 체육관 2,548m2 완공
- 1979년 10월 : 교지 32,326m2 확보
- 1979년 10월 : 창남관(특별교실) 3,487m2 완공
- 2021년 3월 1일 : 제6대 황성자 교장 취임
- 2022년 2월 11일 : 제48회 졸업식 거행
- 2022년 3월 1일 : 고등학교 33학급 편제

## 참고 자료
- 선일여자고등학교 - 한국교육학술정보원 학교알리미